# Wsewolod Felixowitsch Gantmacher
Wsewolod Felixowitsch Gantmacher (russisch Всеволод Феликсович Гантмахер, engl. Transkription Vsevolod Feliksovich Gantmakher; * 8. Oktober 1935 in Moskau; † 5. März 2015 in Tschernogolowka bei Moskau) war ein russischer Physiker und Hochschullehrer.

## Leben
Gantmacher, Sohn des jüdischen Mathematikers Felix Ruwimowitsch Gantmacher und seiner Frau Assi Jewsejewna geb. Lerner, schloss 1959 das Physik-Studium am Moskauer Institut für Physik und Technologie (MFTI) ab. Noch als Student begann er schon 1957 im Institut für Physikalische Probleme (IFP) der Akademie der Wissenschaften der UdSSR (AN-SSSR) (dem späteren Kapiza-Institut) zu arbeiten. Er fand einen grundsätzlich neuen Typ der Ausbreitung elektromagnetischer Wellen in Metallen mit besonderen Fermi-Flächen im Magnetfeld im Hinblick auf spiralförmige stehende Wellen (Gantmacher-Kaner-Wellen). Nach der Aspirantur wurde er 1964 im Institut für Festkörperphysik der AN-SSSR zum Kandidaten der Physikalisch-Mathematischen Wissenschaften promoviert, wo er nun auch zusätzlich neben seiner Arbeit im IFP wissenschaftlich arbeitete. Dazu begann er 1964 seine Lehrtätigkeit am MFTI. 1967 wurde er mit seiner Dissertation Effekte der Abmessungen in Metallen zum Doktor der Physikalisch-Mathematischen Wissenschaften promoviert. 1990 wurde er Hauptherausgeber des Journal of Experimental and Theoretical Physics Letters (JETP Letters). 1997 wurde er Korrespondierendes Mitglied der AN-SSSR. Ab 2000 lehrte er an der Lomonossow-Universität Moskau. 2011 wurde er Vollmitglied der AN-SSSR.
Gantmacher untersuchte die Elektronenstreuung. Er bestimmte die Elektron-Phonon-Streuquerschnitte in Zinn, Indium, Bismut, Antimon, Wolfram, Molybdän und Kupfer und klärte die Besonderheiten der Halbmetalle auf. Weiter untersuchte er die Transporteigenschaften in Photo-Halbleitern bei niedrigen Temperaturen. Schließlich untersuchte er die Transporteigenschaften von metallischen Hochwiderstandslegierungen und von Hochtemperatursupraleitern.
Gantmacher fand sein Grab auf dem Moskauer Donskoi-Friedhof.

## Werke
- V. F. Gantmakher: A Method of Measuring the Momentum of Electrons in Metals. In: Sov. Phys. JETP. Band 15, 1962, S. 982.
- V. F. Gantmakher, E. A. Kaner: Radio-Frequency Size Effect in a Magnetic Field Perpendicular to the Surface of a Metal. In: Sov. Phys. JETP. Band 21, 1965, S. 1053.
- V. F. Gantmakher, I. B. Levinson: Carrier Scattering in Metals and Semiconductors. Elsevier, Amsterdam 1987.
- V. F. Gantmakher: Electrons and Disorder in Solids. Oxford University Press, 2005.
- V. F. Gantmakher, V. T. Dolgopolov: Superconductor-insulator quantum phase transition. In: Physics-Uspekhi. Band 53, 2010, S. 1–49.

## Ehrungen
- Kapiza-Goldmedaille (2009)